# 貝克-文卡塔拉曼重排反應
貝克－文卡塔拉曼重排反應（Baker-Venkataraman重排）是2-乙醯氧基苯乙酮衍生物在鹼作為催化劑之下生成1,3-二酮的反应。這個反應常用於製造色酮和黃酮类化合物。反应名称来源于化学家W. Baker和Krishnaswamy Venkataraman。

## 反應機理
在鹼作為催化劑的情況之下，首先苯乙酮的羰基α-氫原子被去质子化，形成烯醇负离子。接著烯醇负离子以碳端亲核进攻苯酚酯的碳原子，形成環狀的氧负离子。之後氧负把酚氧挤出去，酰基轉移到苯乙酮一端，反应后酸化得二酮产物。